# Клуб „Веселие“
„Клуб Веселие“ (на английски: Glee) е американски сериал на Fox. В центъра на сюжета – певчески клуб „Нови посоки“, създаден в гимназията Маккинли в Лима, щата Охайо. Излъчването му е от 19 май 2009 г. до 20 март 2015 г.
За своя първи сезон сериалът е номиниран за деветнадесет награди Еми, печелят четири, а също получават четири награди Златен глобус в това число и в категорията Най-добър сериал – комедия или мюзикъл през 2011 г. Шоуто е било номинирано в различни категории над сто пъти и печели над петдесет пъти.

## Сюжет
Един от главните герои Уил Шустър, учител по испански, организира клуб, който се занимава с пеене. Първоначално в него се записват тийнейджъри, малтретирани от съученици (гей, инвалид, афроамериканка, азиатка и момиче с цел да участва във всички училищни клубове). Скоро се записват и други ученици от гимназията. Постепенно членовете на клуба се превръщат в екип и си имат доверие, развиват имунитет срещу стереотипите в училище.

## Актьорски състав
- Даяна Агрон – Куин Фабрей
- Крис Колфър – Кърт Хъмъл
- Лиа Мишел – Рейчъл Бери
- Кевин Макхейл – Арти Ейбрамс
- Кори Монтийт – Фин Хъдсън
- Амбър Райли – Мерседес Джоунс
- Матю Морисън – Уил Шустър
- Джейма Мейс – Ема Пилсбъри
- Джейн Линч – Сю Силвестър
- Виктор Гарбър – Отец Уила
- Марк Солинг – Ноа Пъкерман
- Джена Ушковиц – Тина Коен-Ченг
- Ная Ривера – Сантана Лопез
- Хедър Морис – Британи Пиърс
- Хари Шум мл. – Майк Чанг
- Патрик Галахър – Кен Танака
- Чорд Овърстрийт – Сам Евънс
- Дарън Крис – Блейн Андерсън
- Дот Джонс – Шанън Бийст
- Кристин Ченоует – Ейприл Родс
- Бека Тобин – Кити Уаилд
- Блейк Дженър – Райдър Лин
- Джейкъб Артист – Джейк Пъкърман
- Мелиса Беноист – Марли Роус
- Идина Мензел – Шелби Коркоран
- Гуинет Полтроу – Холи Холидей
- Майк О'Мали – Бърт Хъмъл
- Маршъл Уилямс – Спенсър Потър
- Били Луиз Дж. – Масон МакКартни
- Лаура Дрейфус – Мадисон МакКартни
- Ноа – Родерик
- Саманта Мари Уеар – Джейн
- Грант Гъстин – Себастиан Смайт
- Адам Ламбърт – Елиът Гилбърт

## „Клуб Веселие“ в България
В България сериалът започва излъчване на 30 април 2011 г. по bTV Comedy, всяка събота и неделя. Първите два епизода са излъчени от 19:30, а от следващата седмица разписанието е от 06:00 с повторения в 19:30 и на следващия ден от 03:00, като 21 епизод е излъчен преди 20. На 10 септември започва отново първи сезон с разписание, всяка събота и неделя от 23:00 и завършва на 20 ноември. В първите три епизода заглавието е преведено като „Веселие“ а от четвърти епизод е „Клуб Веселие“. Втори сезон започва на 16 януари 2013 г., всеки делник от 23:00 с повторение от 15:00 и приключва на 14 февруари. Втори сезон отново стартира на 6 април с разписание, всяка събота и неделя от 16:00 с повторение в 02:00 и завършва на 16 юни. На 1 юли 2013 г. стартира отново първи сезон с разписание всеки делник от 19:00 с повторение на следващия ден от 14:00 и завършва на 30 юли. На 31 юли стартира отново втори сезон с разписание всеки делник от 19:00 с повторение от 00:00 и на следващия ден от 14:00 и приключва на 29 август. На 2 ноември стартира отново втори сезон с разписание всяка събота и неделя от 09:00 с повторение от 19:00 и завърши на 12 януари 2014 г. На 10 март 2014 г. започва повторното излъчване на втори сезон с разписание всеки делник от 12:00 с повторение на следващия ден от 01:00 и 07:00. На 14 юни 2014 г. започва трети сезон с разписание всяка събота и неделя от 12:00 с повторение от 22:30, като на 12, 13, 19 и 20 юли липсват повторения. От 27 юли повторенията се завръщат, но вече всяка събота и неделя от 01:00, а от 2 август вече се излъчват от 02:00. Трети сезон завършва на 24 август. На 13 ноември започва отново трети сезон с разписание всеки делник от 14:30 с повторение от 01:00 и 07:00 и завършва на 12 декември. На 2 февруари 2015 г. започва отново трети сезон от 00:00 и повторения от 05:00. На 11 август 2015 г. започва премиерно четвърти сезон с разписание всеки делник от 07:00 с повторение от 13:00 и 04:00. На 28 декември е излъчен филмът „Клуб Веселие 3D“ от 10:00. На 23 януари 2016 г. започва отново четвърти сезон с разписание всяка събота и неделя от 09:00 и 19:30. На 3 и 4 април са излъчени последните два епизода на четвърти сезон с разписание събота и неделя от 09:00 с повторение 02:00. На 9 април започва премиерно пети сезон с разписание събота и неделя от 09:00 с повторение от 02:00 и завършва на 12 юни. Шести сезон започва на 30 август 2017 г., всеки делничен ден от 18:00.
На 4 юли 2011 г. започва повторно излъчване по bTV, всеки делничен ден от 11:00 с повторение на следващия ден от 01:00, а от 27 юли от 00:30. Сезонът завършва на 1 август. На 25 май 2013 г. започва втори сезон с разписание всяка събота от 07:30. Той завършва на 19 октомври. На 26 октомври започва премиерно трети сезон, всяка събота от 07:30 с повторение в петък от 03:40, като за последно е излъчен четвърти епизод на 16 ноември, след което сезонът е временно спрян. На 13 май 2015 г. започва отново трети сезон с разписание от вторник до събота от 01:00, като този път е излъчен целият сезон. Трети сезон завършва на 11 юни. На 10 октомври започва отново трети сезон с разписание от вторник до събота от 01:00.
От четвърти сезон дублажът е на студио VMS. Ролите се озвучават от артистите Десислава Знаменова, Ева Демирева, Елисавета Господинова, Николай Николов и Илиян Пенев.